# Szeszyły
Szeszyły – wieś w Polsce położona w województwie podlaskim, w powiecie bielskim, w gminie Boćki.

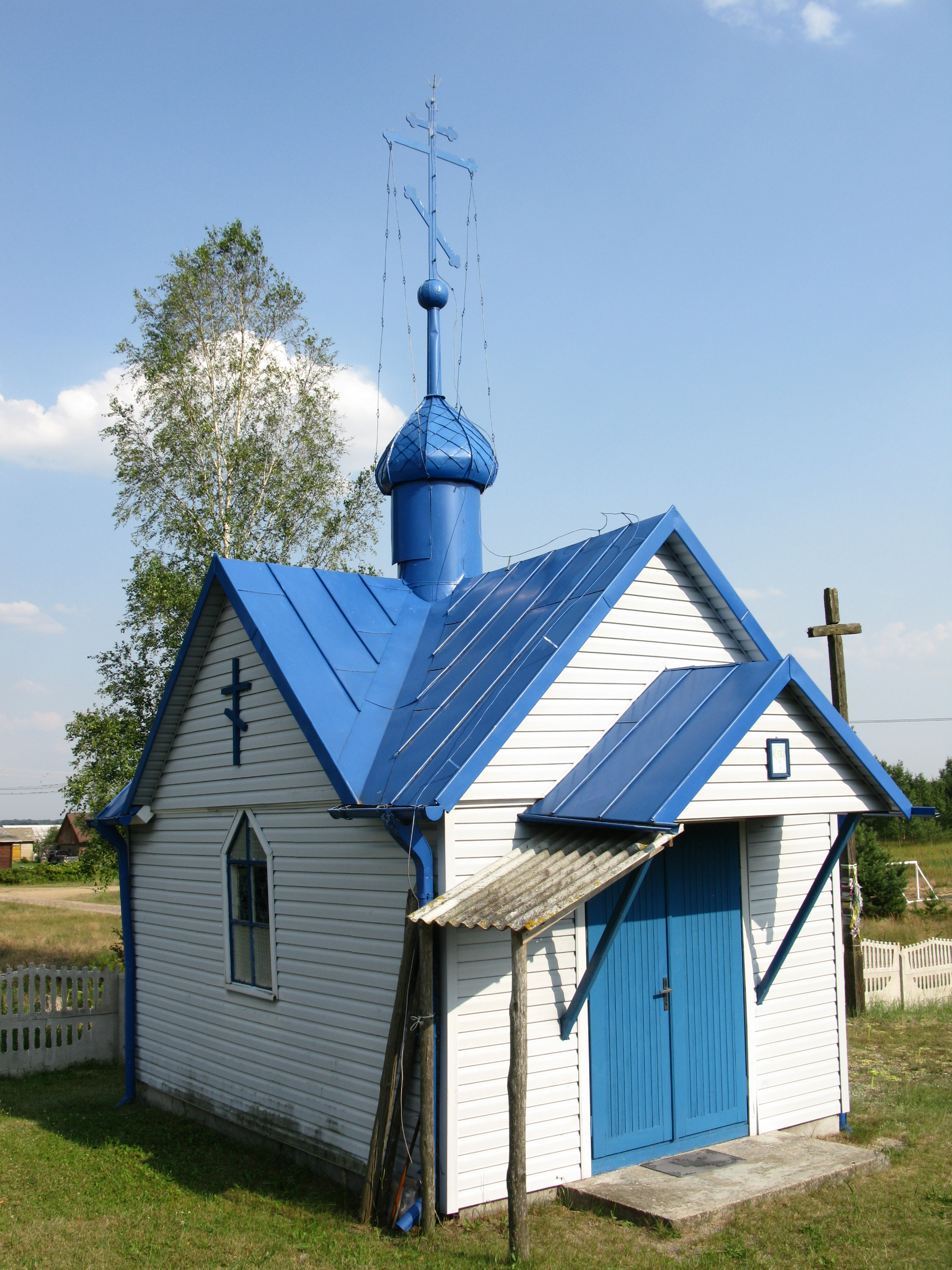
Kaplica św. Pantelejmona na miejscowym cmentarzu prawosławnym

## Historia
Wieś duchowna, własność probostwa boćkowskiego, położona była w 1575 roku w powiecie brańskim w ziemi bielskiej województwa podlaskiego Wielkiego Księstwa Litewskiego. 
Według Pierwszego Powszechnego Spisu Ludności z 1921 roku, wieś Szeszyły liczyła 39 domów i zamieszkiwało ją 169 osób (86 kobiet i 83 mężczyzn), wszyscy mieszkańcy wsi zadeklarowali wówczas białoruską przynależność narodową oraz wyznanie prawosławne. We wspomnianym okresie miejscowość znajdowała się w gminie Dubiażyn.
W latach 1975–1998 miejscowość administracyjnie należała do województwa białostockiego.

## Inne
We wsi znajduje się cmentarz prawosławny z kaplicą pod wezwaniem św. Pantelejmona, podlegającą parafii pw. Zaśnięcia Matki Bożej w Boćkach.
Na południowy wschód od wsi, po północnej stronie strumienia, znajduje się grodzisko z przełomu XII/XIII wieku.